# Chiquimula
Chiquimula là một thành phố ở Guatemala. Đây là thủ phủ của tỉnh Chiquimula cùng tên và là lõi một municipio.
Nó nằm cách thành phố Guatemala 174 km. Tại Guatemala, nó mang biệt danh "La perla del oriente" (hòn ngọc miền đông).
Vào tháng 1 năm 2021, một đoàn 7.000- 9.000 người nhập cư xuất phát từ San Pedro Sula (Honduras) hướng đến Hoa Kỳ đã va chạm với lực lượng cảnh sát Guatemala tại Vado Hondo, một ngôi làng gần Chiquimula.

## Dân số
Chiquimula là thành phố đông dân nhất miền đông Guatemala. Theo số liệu chính thức, dân số thành phố là 37.602 theo thống kê 2002. Tính đến  năm  2018 dân số đã tăng lên 111.505 người.

## Thể thao
Câu lạc bộ bóng đã Sacachispas hiện chơi tại Primera División de Ascenso, giải hạng hai tại Guatemala. Sân nhà của độ bóng là Estadio Las Victorias.
Độ bóng cũng từng chơi tại giải hạng nhất Liga Mayor, đạt vị trí hạng nhì vào mùa giải 1995-96. Họ đã chơi ở giải hạng nhì từ năm 2000.

## Nhân vật nổi bật
- Ismael Cerna (1856–1901), nhà thơ
- Yony Flores (born 1983), cầu thủ bóng đá